# Outreau
Outreau (Nederlands: Wabingen) is een gemeente in het Franse departement Pas-de-Calais (regio Hauts-de-France). De plaats maakt deel uit van het arrondissement Boulogne-sur-Mer. Outreau telde op 1 januari 2022 13.398 inwoners.

## Geografie
De oppervlakte van Outreau bedroeg op 1 januari 2022 7,09 vierkante kilometer; de bevolkingsdichtheid was toen 1.889,7 inwoners per km².

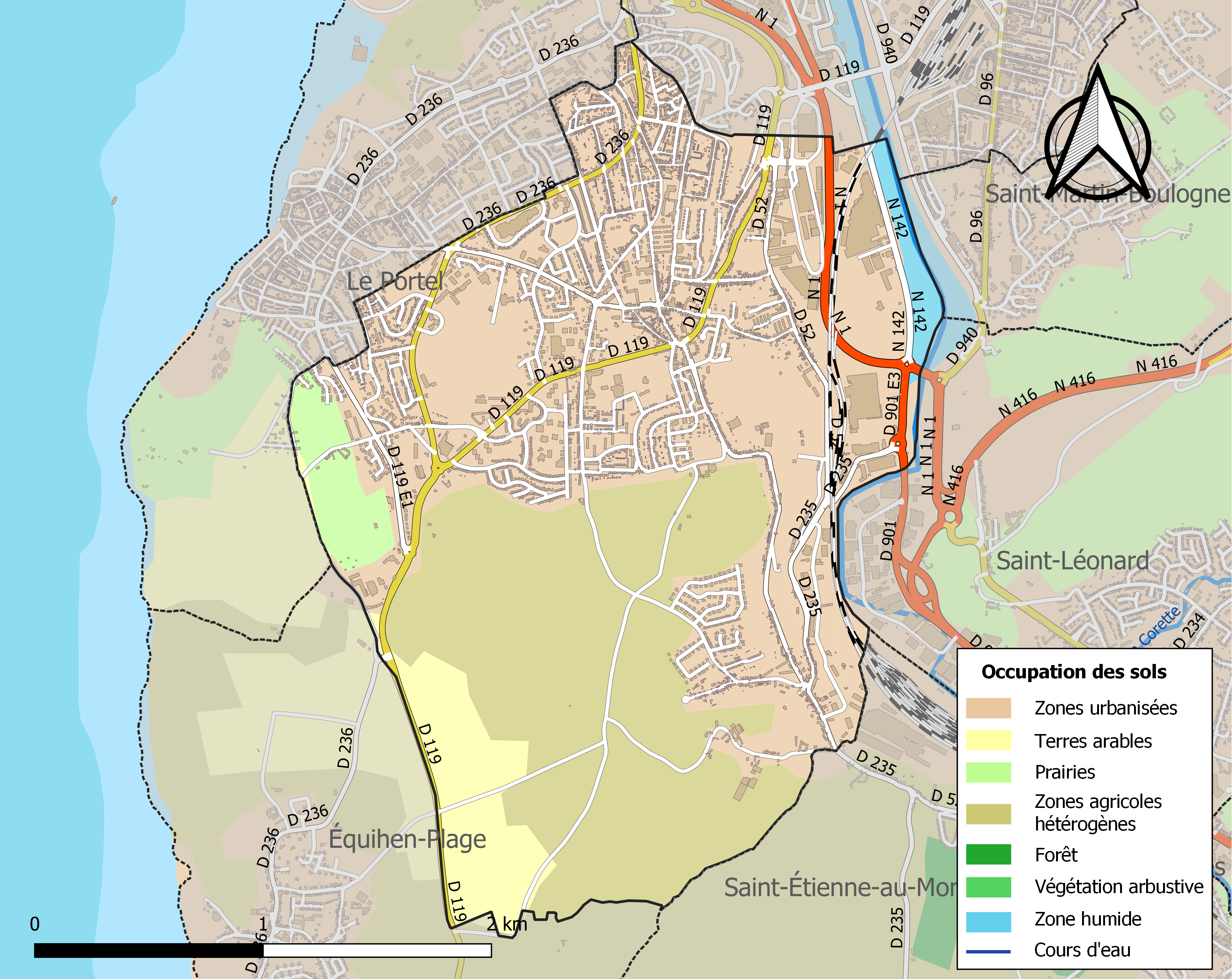
Kaart van de gemeente met belangrijkste infrastructuur, bodemgebruik en omliggende gemeenten

## Toponymie
De naam Outreau kwam in de plaats van een oude Nederlandse naam: Walbodinga (853), Walbodingehem (858), Walbodeghem, Ultra aquam (1141 & 1145; Over het water), Waubinghen (1121), Walbingehem (1208), Outriaue (1292), Oultreawe (1389), Wabinghen (1480), Oultryawe (1505), Oultreau (1548).
Locaties binnen de gemeente:
- Berquen : Berkem (1112), Berchem (1173), Berchehem (1297), Berquen (1506).
- Foucardennes : Fourcardenghes (1389), Fourcadengues (1396), Foucardengues (1505), Foucardenne (1534).
- Renard : Rikenacre (1112), Rikenachre (1145), Richenacre (1199)

## Demografie
Onderstaande figuur toont het verloop van het inwonertal (bron: INSEE-tellingen).